# Ryūichi Yamashiro
Ryūichi Yamashiro est un graphiste japonais né en 1920 et admiré pour la qualité lyrique de son œuvre graphique. Il est notamment connu pour son œuvre Forest.

## Biographie
Né en 1920, il fait ses études à l'École municipale des arts industriels d'Osaka. Il trouve ses premiers emplois dans les départements publicitaires de grands magasins comme Mitsukoshi puis Hankyu Department Store (en) à Osaka où il est rédacteur publicitaire et maquettiste. En 1954, il travaille comme directeur artistique indépendant pour des clients comme Toshiba et Takashimaya. En 1960, il cofonde avec Hiromu Hara et Yūsaku Kamekura le Nippon Design Center qui allait acquérir une importance capitale dans la publicité japonais d'après le plan Ikeda mais il le quitte en 1973 pour constituer sa propre entreprise, le Design Office R,,.

## Style
Les affiches de Yamashiro comportent souvent des calembours visuels et linguistiques ou des allusions à l'art et à la littérature classique japonaise.
Une de ses œuvres les plus célèbres est Forest. C'est une affiche composée d'un seul  kanji « 木 » signifiant « arbre » répété de multiples fois sur la surface de l'affiche. Tout le jeu consiste à assembler ces caractères de manière à signifier non plus simplement « arbre » mais également « bosquet » et « forêt » en combinant ces caractères de manière à former les kanji « 林 » et « 森 »,. On voit dans cette affiche le jeu de mots visuel, caractéristique de son style et de l'art graphique japonais en général, au service d'une campagne de reboisement,.